# 1930-as magyar teniszbajnokság
Az 1930-as magyar teniszbajnokság a harminckettedik magyar bajnokság volt. Ettől az évtől a nemzetközi bajnokság mellett külön rendezték a magyar bajnokságot, 1934-ig egyesületi versenyekre elosztva. A férfi egyes és páros bajnokságot május 19. és 26. között a BBTE pályáján, a női egyes és páros bajnokságot június 14. és 17. között az FTC pályáján, a vegyes páros bajnokságot június 28. és július 8. között a BSE pályáján rendezték meg Budapesten.

## Eredmények
| Versenyszám  | Arany                                          | Arany | Ezüst                                               | Ezüst | Bronz                                                                          | Bronz |
| ------------ | ---------------------------------------------- | ----- | --------------------------------------------------- | ----- | ------------------------------------------------------------------------------ | ----- |
| Férfi egyéni | Kehrling Béla MAC                              |       | Aschner Pál Újpesti TE                              |       | Leiner Pál Újpesti TEBánó Lehel BBTE                                           |       |
| Női egyéni   | dr. Schréder Lászlóné BLKE                     |       | dr. Paksy Józsefné BLKE                             |       | Wienerné Soós Jolán Ferencvárosi TCBrandenburg Ottóné BLKE                     |       |
| Férfi páros  | Kehrling Béla, Gabrovitz Emil MAC              |       | Aschner Pál, Leiner Pál Újpesti TE                  |       | Arató Géza, Radicke Helmut BBTESilbersdorf László, Hegyessy László BLKE        |       |
| Női páros    | dr. Schréder Lászlóné, dr. Paksy Józsefné BLKE |       | Tihanyi Lászlóné, Ritscher Istvánné Ferencvárosi TC |       | Demkó Eszter, Della Donna Mihályné BSEHalász Józsefné, Brandenburg Ottóné BLKE |       |
| Vegyes páros | Aschner Pál, Baumgarten Magda Újpesti TE       |       | Silbersdorf László, dr. Schréder Lászlóné BLKE      |       | Hegyessy László, dr. Paksy Józsefné BLKEKrepuska Tibor, Lates Csilla MAC       |       |